# Ericsson Open 2001
Der Ericsson Open 2001 waren ein Tennisturnier der WTA Tour 2001 für Damen und ein Tennisturnier der ATP Tour 2001 für Herren, welche zeitgleich vom 19. bis 31. März 2001 in Key Biscayne bei Miami stattfanden.

## Herrenturnier
→ Hauptartikel: Ericsson Open 2001/Herren

## Damenturnier
→ Hauptartikel: Ericsson Open 2001/Damen